# Littlerock (Kalifornia)
Littlerock statisztikai település az USA Kalifornia államában, Los Angeles megyében. Lakosainak száma 1535 fő (2020. április 1.).

## Népesség
A település népességének változása:

| 2010 | 1 377 |
| 2020 | 1 535 |